# Thành Sơn, Bá Thước
Thành Sơn là một xã thuộc huyện Bá Thước, tỉnh Thanh Hóa, Việt Nam.

## Địa giới hành chính
Xã Thành Sơn nằm ở phía tây bắc của huyện Bá Thước.
- Phía đông giáp các xã Lũng Cao và Lũng Niêm, huyện Bá Thước.
- Phía nam giáp xã Thành Lâm, huyện Bá Thước và xã Hồi Xuân, huyện Quan Hóa.
- Phía tây giáp các xã Thanh Xuân và Phú Xuân, huyện Quan Hóa.
- Phía bắc giáp xã Phú Lệ, huyện Quan Hóa và xã Lũng Cao, huyện Bá Thước.

## Lịch sử hành chính
Xã Thành Sơn vào thời Lê-Nguyễn là vùng đất thuộc huyện Cẩm Thủy, phủ Thiệu Thiên, Thanh Hóa. Đến năm Thành Thái thứ 14 (1902), thuộc tổng Cổ Lũng, châu Quan Hóa. Vào năm Khải Định thứ 10 (1925), tổng Cổ Lũng chuyển về châu Tân Hóa mới thành lập. Năm 1943, tổng Cổ Lũng nhập với tổng Thiết Ống thành một bang của châu Quan Hóa. Sau Cách mạng tháng Tám (1945), tổng Cổ Lũng thuộc châu Tân Hóa mới tái lập, đến tháng 11 năm 1945, châu Tân Hóa đổi thành châu Bá Thước theo tên của thủ lĩnh Cầm Bá Thước trong phong trào Cần vương.
Tháng 3 năm 1948, xã Thành Sơn lúc này là vùng đất thuộc xã Quốc Thành, huyện Bá Thước. Năm 1964, xã Quốc Thành được chia thành 5 xã là Lũng Cao, Thành Sơn, Thành Lâm, Lũng Niêm và Cổ Lũng, tên gọi Thành Sơn chính thức xuất hiện từ đây. Sau khi thành lập, xã Thành Sơn gồm các chòm: Eo Kén, Phả Ban, Kho Mường (Hua Mường), Đông Điểng, Phả Khà, Bắng và làng Nông Công.

## Giao thông
Xã Thành Sơn có quốc lộ 15C chạy qua.